# 검은등갈매기
검은등갈매기(Larus fuscus)는 유럽의 대서양 해안에 서식하는 크기가 큰 갈매기이다. 브리튼 제도에서 남쪽으로 서아프리카에 이르는 지역으로 월동한다.

## 분류학
줄무늬노랑발갈매기는 린네가 자신의 18세기 책 자연의 체계에 기술한 수많은 종들 가운데 하나였으며 Larus fuscus라는 원명을 가지고 있다. 학명은 라틴어에서 비롯되었다. Larus는 갈매기 또는 다른 대형 바닷새를 의미하며 fuscus는 검은색 또는 갈색을 의미한다.

### 아종
5개의 아종이 있다:
- L. f. graellsii – Brehm, 1857: 그린란드, 아이슬란드, 페로 제도, 브리튼 제도 등
- L. f. intermedius – Schiøler, 1922: 네덜란드, 독일, 덴마크, 스웨덴 남서부, 노르웨이 서부 등
- L. f. fuscus – Linnaeus, 1758: 노르웨이 북부, 스웨덴, 핀란드, 백해 등
- 줄무늬노랑발갈매기 (L. f. heuglini) – Bree, 1876: 러시아 북부, 시베리아 중부 등
- L. f. barabensis – Johansen, 1960: 중앙아시아

## 개요
검은등갈매기의 길이는 51~64센티미터, 날개는 124~150센티미터, 몸무게는 452~1100그램이며 다른 두 아종보다 크기가 조금 더 작다. 수컷의 평균 몸무게는 824그램으로, 평균 709그램인 암컷보다 조금 더 많다.

## 사진

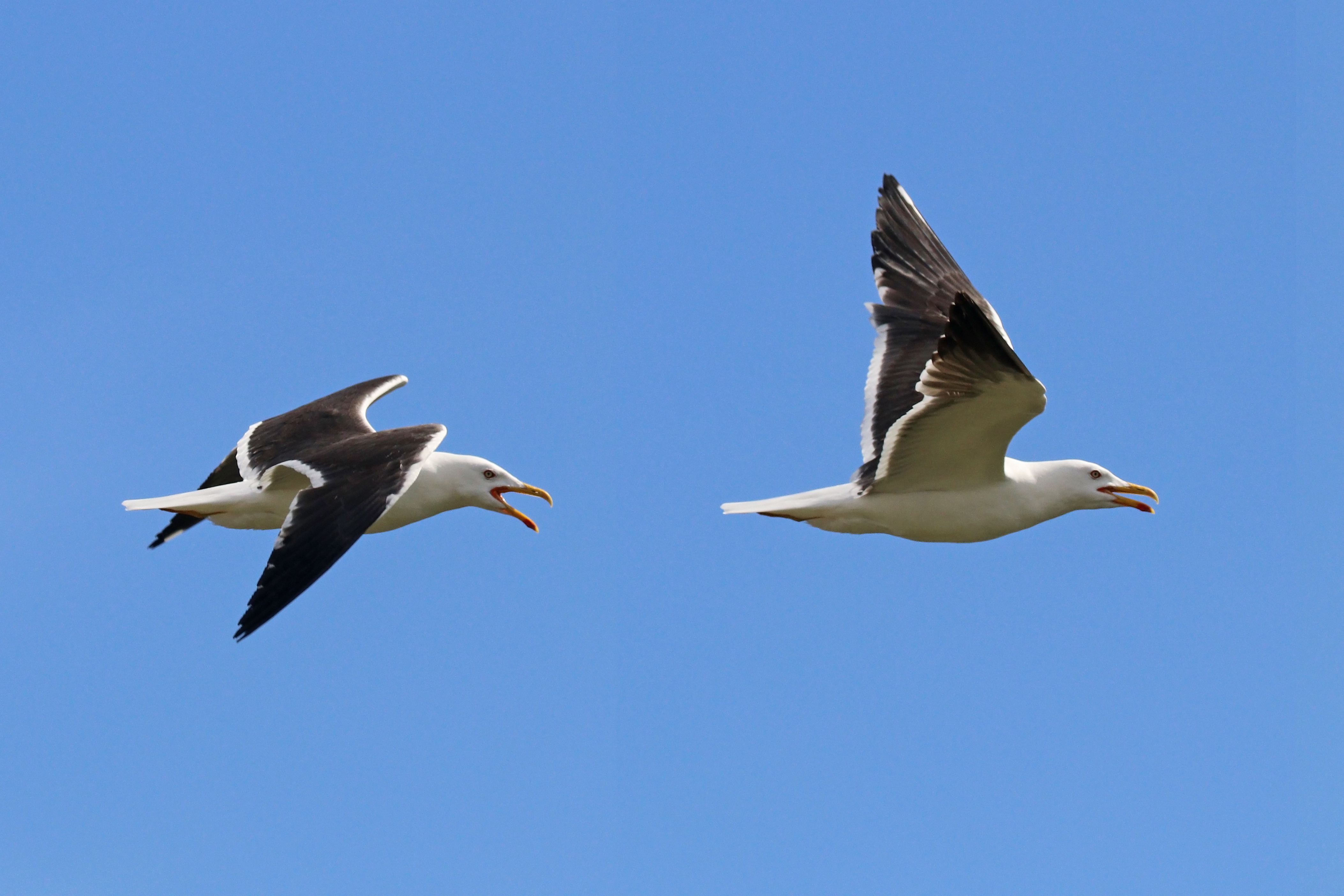
L. f. intermedius (비행 중), 스웨덴
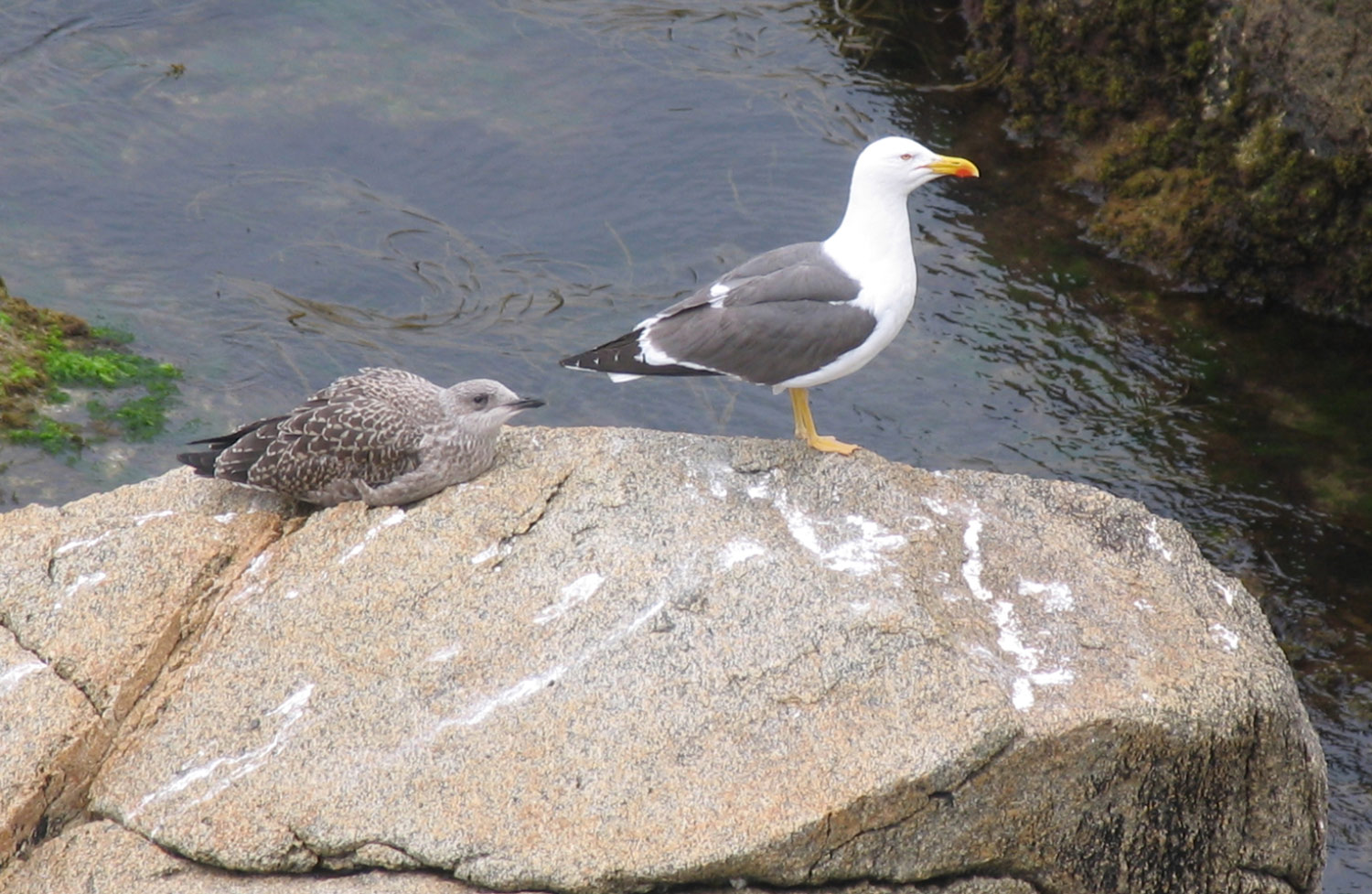
어미갈매기와 새끼
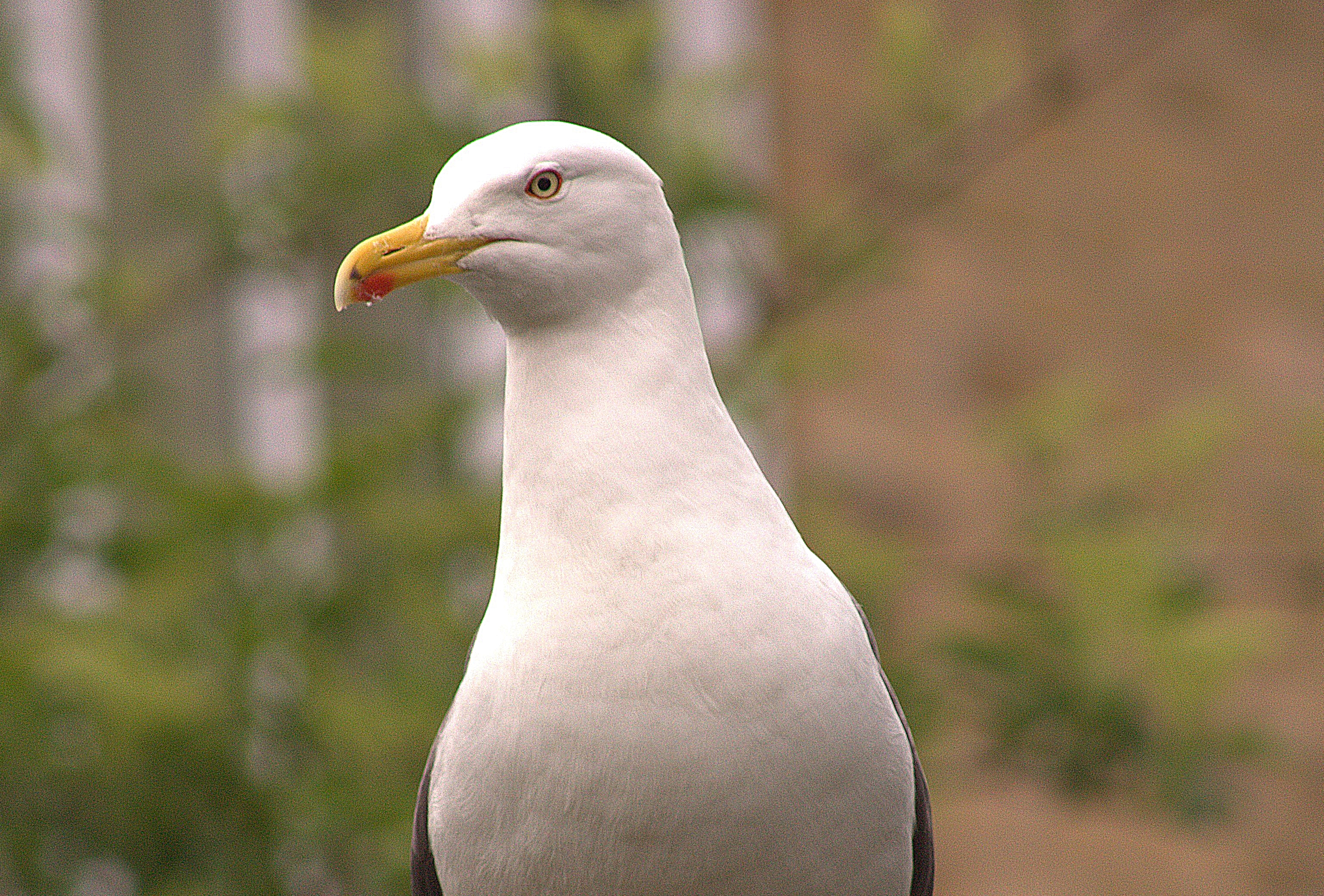
확대한 모습
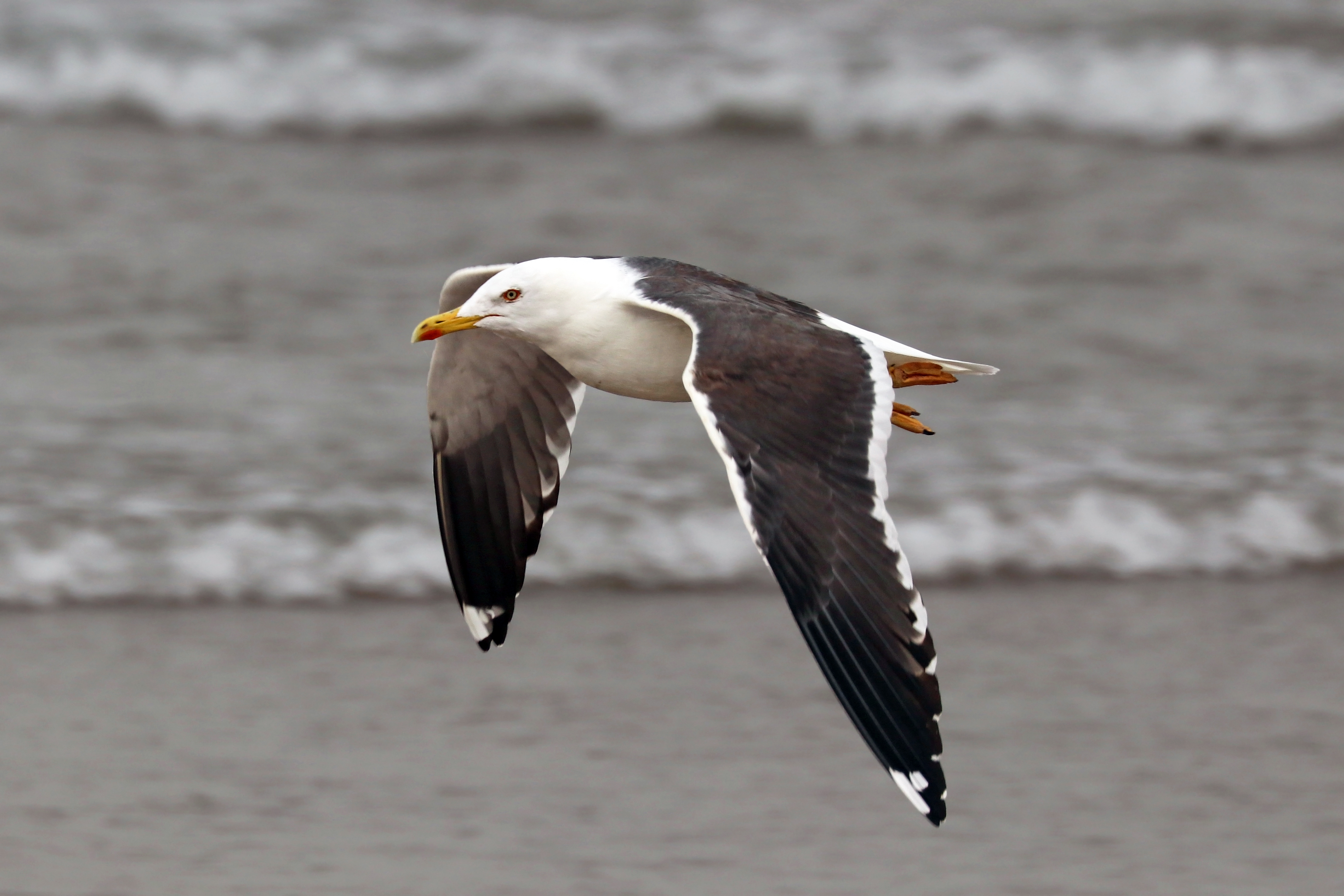
L. f. graellsii 성체, 모로코
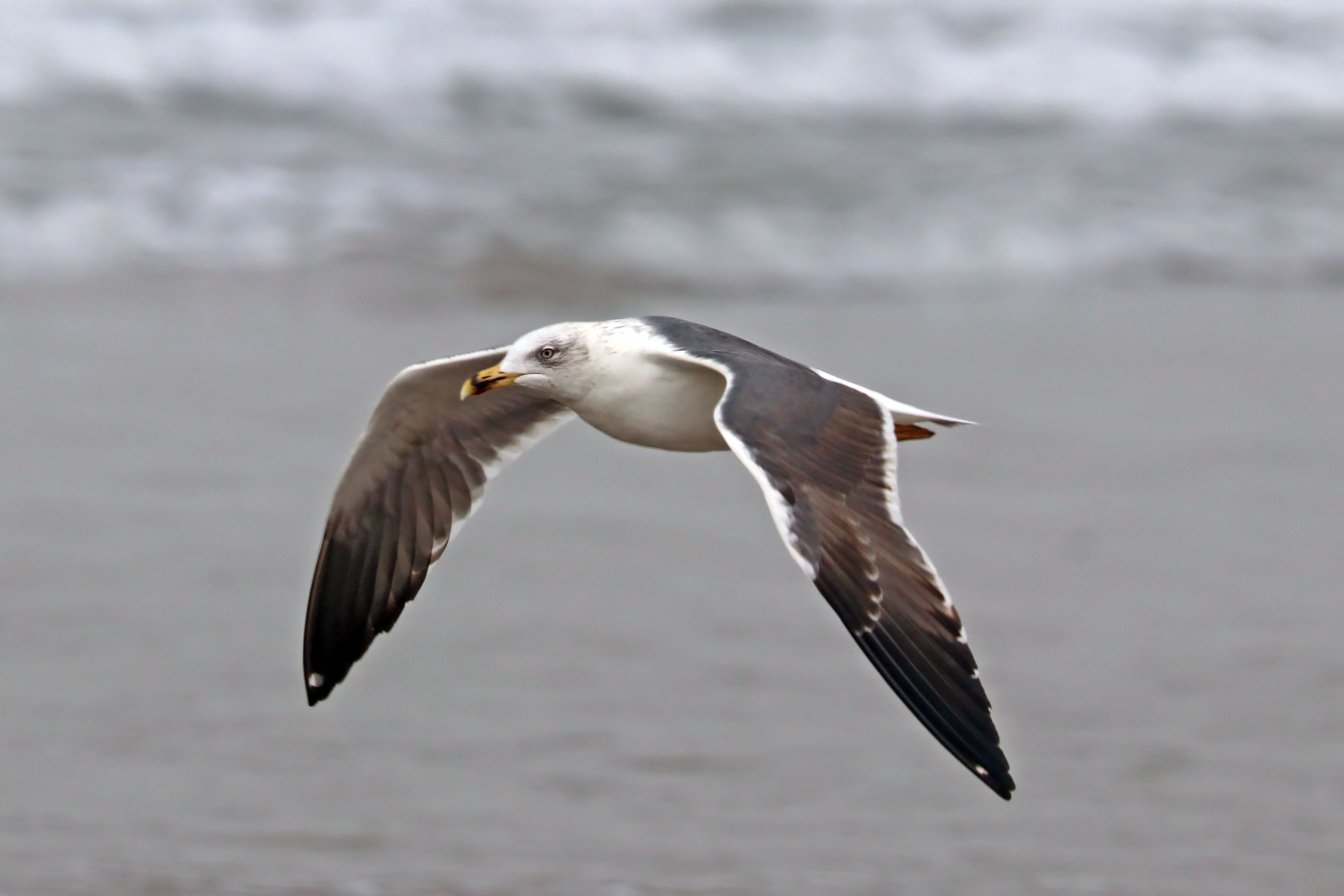
L. f. graellsii 어린 성체, 모로코
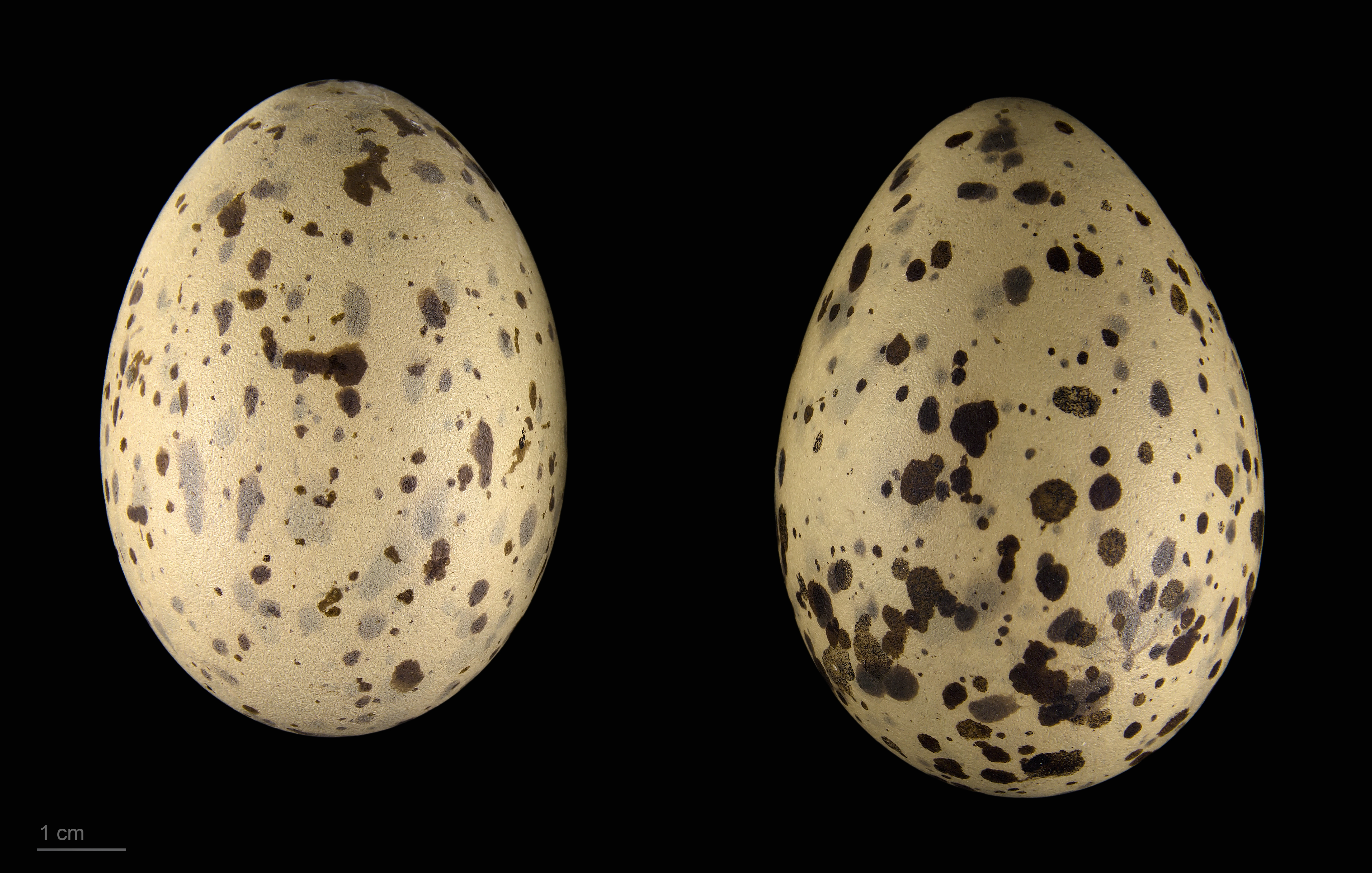
Museum specimen

## 같이 보기
- 고리종